# Sokolniki Małe
Sokolniki Małe – wieś w Polsce położona w województwie wielkopolskim, w powiecie szamotulskim, w gminie Kaźmierz.
Wieś szlachecka Sokolniki minus położona była w 1580 roku w powiecie poznańskim województwa poznańskiego. W latach 1975–1998 miejscowość administracyjnie należała do województwa poznańskiego.
Wieś sołecka, wymieniana już w dokumentach od 1282 r. W połowie XVIII w. składała się z dworu wraz z wszystkimi przynależnościami oraz z 12 chałup, w których mieszkało 13 rodzin – 7 półśledników, 4 chalupników, owczarz i stróż. We wsi było 14 stodół lub stodółek, 6 chlewów, 5 chlewików, 2 obórki i wozownia. Stodoły zbudowano „w dyle i chrust”, chlewy z reguły „w plecionkę”.
W Sokolnikach Małych urodzili się: Kazimierz Jarochowski (1828–1888) – historyk, publicysta, działacz polityczny i społeczny, krytyk literacki, poseł do Sejmu Pruskiego; Stanisław Wegner (1857–1930) – publicysta, tłumacz, księgarz, wydawca, finansista, pisał recenzje teatralne i muzyczne, artykuły okolicznościowe i felietony, tłumaczył publicystykę i powieści, m.in. Iwana Turgieniewa, wydawał również prace o drukarniach, wydawnictwach i księgarniach poznańskich.